# Lacidipine
La lacidipine est une dihydropyridine antagoniste du calcium. Son indication principale est l'hypertension. (Voir Inhibiteur calcique).